# Premiership Rugby Cup 2022-23
La Premiership Rugby Cup 2022-23 fue la cuarta edición del torneo de rugby para equipos de Inglaterra que participan en la primera división del mencionado país.

## Sistema de disputa
Cada equipo disput+o cuatro partidos frente a sus rivales de grupo, entre los equipos del grupo 2 y 3 existió un encuentro inter-grupal para completar los cuatro partidos.
Los tres equipos ganadores de grupos clasificaron a semifinales junto con el mejor segundo.

## Desarrollo
|  | Semifinalista. |

### Grupo 1
| Pos. | Equipo        | Encuentros | Encuentros | Encuentros | Encuentros | Tantos | Tantos | Tantos | PB | PB | Puntos |
| Pos. | Equipo        | PJ         | PG         | PE         | PP         | F      | C      | Dif    | BO | BD | Puntos |
| ---- | ------------- | ---------- | ---------- | ---------- | ---------- | ------ | ------ | ------ | -- | -- | ------ |
| 1.º  | Exeter Chiefs | 4          | 4          | 0          | 0          | 138    | 75     | 63     | 3  | 0  | 19     |
| 2.º  | Gloucester    | 4          | 3          | 0          | 1          | 149    | 117    | 32     | 4  | 0  | 16     |
| 3.º  | Bristol Bears | 4          | 2          | 0          | 2          | 123    | 92     | 31     | 4  | 1  | 13     |
| 4.º  | Bath          | 4          | 0          | 0          | 4          | 44     | 109    | -65    | 0  | 1  | 1      |

### Grupo 2
| Pos. | Equipo            | Encuentros | Encuentros | Encuentros | Encuentros | Tantos | Tantos | Tantos | PB | PB | Puntos |
| Pos. | Equipo            | PJ         | PG         | PE         | PP         | F      | C      | Dif    | BO | BD | Puntos |
| ---- | ----------------- | ---------- | ---------- | ---------- | ---------- | ------ | ------ | ------ | -- | -- | ------ |
| 1.º  | Sale Sharks       | 4          | 3          | 0          | 1          | 113    | 102    | 11     | 2  | 0  | 14     |
| 2.º  | Leicester Tigers  | 4          | 2          | 0          | 2          | 133    | 82     | 51     | 3  | 2  | 13     |
| 3.º  | Newcastle Falcons | 4          | 1          | 0          | 3          | 102    | 126    | -24    | 2  | 1  | 7      |

### Grupo 3
| Pos. | Equipo             | Encuentros | Encuentros | Encuentros | Encuentros | Tantos | Tantos | Tantos | PB | PB | Puntos |
| Pos. | Equipo             | PJ         | PG         | PE         | PP         | F      | C      | Dif    | BO | BD | Puntos |
| ---- | ------------------ | ---------- | ---------- | ---------- | ---------- | ------ | ------ | ------ | -- | -- | ------ |
| 1.º  | London Irish       | 4          | 4          | 0          | 0          | 127    | 85     | 42     | 4  | 0  | 20     |
| 2.º  | Northampton Saints | 4          | 3          | 0          | 1          | 164    | 119    | 45     | 4  | 1  | 17     |
| 3.º  | Harlequins         | 4          | 1          | 0          | 3          | 114    | 150    | -36    | 3  | 1  | 8      |
| 4.º  | Saracens           | 4          | 0          | 0          | 4          | 99     | 186    | -87    | 3  | 0  | 3      |

### Semifinales
| 10 de febrero de 2023 | London Irish | 30 - 18 | Northampton Saints |  |  |

| 12 de febrero de 2023 | Exeter Chiefs | 46 - 3 | Sale Sharks |  |  |

### Final
| 19 de marzo de 2023 | London Irish | 20 - 24 | Exeter Chiefs | Brentford Community Stadium, Brentford |  |

| Bandera de Inglaterra |
| Campeón Exeter Chiefs |
| Primer título         |